# Резня католиков в Ниме
Резня католиков в Ни́ме (фр. le massacre des catholiques à Nîmes) или «Мишелада» (фр. la Michelade, Михайлов день, день архангела Михаила) — массовое убийство католических священников и монахов французскими протестантами в ночь на 30 сентября 1567 года на юге Франции, в Ниме.
В 1567 году нимские гугеноты, в ярости от того, что в мае их кандидат на пост сенешаля, протестант капитан Ла-Грий (La Grille), был отвергнут лангедокским наместником Монморанси и что их культ преследовался в пригородах, на Михайлов день (время осенней городской ярмарки) собрали во дворе епископского дворца важнейших лиц католического вероисповедания и, убив их, сбросили тела там же в колодец. Число жертв — от 80 до 90 человек.
Резня Михайлова дня вкупе с «сюрпризом в Мо» вызвала оторопь в Париже, спровоцировав вторую религиозную войну (1567—1568).